# Scottish Premiership
Scottish Premiership (tiếng Gael Scotland: Prìomh Lìg na h-Alba), được biết đến với tên gọi William Hill Premiership vì lý do tài trợ, là cấp độ cao nhất của Scottish Professional Football League (SPFL) dành cho các câu lạc bộ bóng đá nam chuyên nghiệp ở Scotland. Scottish Premiership được thành lập vào tháng 7 năm 2013, sau khi SPFL được thành lập bởi sự sáp nhập của Giải bóng đá Ngoại hạng Scotland và Scottish Football League. Hạng đấu bao gồm 12 câu lạc bộ, mỗi đội thi đấu 38 trận mỗi mùa. 16 câu lạc bộ đã từng thi đấu ở Scottish Premiership kể từ mùa giải đầu tiên 2013–14. Celtic là nhà vô địch hiện tại sau khi vô địch mùa 2024–25.

## Thể thức thi đấu
Các đội sẽ nhận được 3 điểm cho một trận thắng, 1 điểm cho một trận hòa và không nhận được điểm nào cho một trận thua. Thứ hạng các đội sẽ được quyết định dựa vào các tiêu chí: tổng số điểm giành được, tiếp đến là hiệu số bàn thắng bại và số bàn thắng ghi được. Cuối mỗi mùa giải, đội bóng giành được nhiều điểm nhất sẽ trở thành nhà vô địch của giải đấu. Trong trường hợp số điểm giành được, hiệu số bàn thắng bại, số bàn thắng ghi được và kết quả đối đầu trực tiếp giữa các đội bằng nhau thì một trận play-off sẽ được tổ chức trên sân trung lập để phân định thứ hạng cuối cùng giữa các đội bóng. Trận play-off sẽ chỉ được tổ chức khi thứ hạng của các đội có ảnh hưởng đến ngôi vô địch, suất tham dự các giải cúp châu Âu, suất xuống hạng hoặc để phân chia nhóm sau khi kết thúc giai đoạn 1.

## Các câu lạc bộ
12 đội bóng được liệt kê dưới đây sẽ tham gia thi đấu tại giải Ngoại hạng Scotland mùa giải 2024-25.
| Câu lạc bộ          | Trụ sở     | Thành tích ở mùa giải 2023-24                  | Mùa giải đầu tiên ở hạng đấu cao nhất | Số mùa giải chơi ở hạng đấu cao nhất | Sô chức vô địch quốc gia | Lần vô dịch gần nhất |
| ------------------- | ---------- | ---------------------------------------------- | ------------------------------------- | ------------------------------------ | ------------------------ | -------------------- |
| Aberdeen            | Aberdeen   | xếp thứ 7, Scottish Premiership                | 1905-06                               | 113                                  | 4                        | 1984-85              |
| Celtic              | Glasgow    | xếp thứ nhất, Scottish Premiership (vô địch)   | 1890-91                               | 128                                  | 54                       | 2023-24              |
| Dundee              | Dundee     | xếp thứ 6, Scottish Premiership                | 1893-94                               | 100                                  | 1                        | 1961-62              |
| Dundee United       | Dundee     | xếp thứ nhất, Scottish Championship (lên hạng) | 1925-26                               | 63                                   | 1                        | 1982-83              |
| Heart of Midlothian | Edinburgh  | xếp thứ 3, Scottish Premiership                | 1890-91                               | 122                                  | 4                        | 1959-60              |
| Hibernian           | Edinburgh  | xếp thứ 8, Scottish Premiership                | 1895-96                               | 118                                  | 4                        | 1951-52              |
| Kilmarnock          | Kilmarnock | xếp thứ 4, Scottish Premiership                | 1899-1900                             | 95                                   | 1                        | 1964-65              |
| Motherwell          | Motherwell | xếp thứ 9, Scottish Premiership                | 1903-04                               | 109                                  | 1                        | 1931-32              |
| Rangers             | Glasgow    | xếp thứ 2, Scottish Premiership                | 1890-91                               | 124                                  | 55                       | 2020-21              |
| Ross County         | Dingwall   | xếp thứ 11, Scottish Premiership               | 2012-13                               | 12                                   | —                        | —                    |
| St Johnstone        | Perth      | xếp thứ 10, Scottish Premiership               | 1924-25                               | 61                                   | —                        | —                    |
| St Mirren           | Paisley    | xếp thứ 5, Scottish Premiership                | 1890-91                               | 114                                  | —                        | —                    |

## Số liệu thống kê

### Giải vô địch
| Mùa     | Vô địch | Á quân     | Hạng ba             | Vua phá lưới                                                        | Cầu thủ của năm                          | SFWA Cầu thủ của năm                     | SPFL Cầu thủ của năm                     |
| ------- | ------- | ---------- | ------------------- | ------------------------------------------------------------------- | ---------------------------------------- | ---------------------------------------- | ---------------------------------------- |
| 2013–14 | Celtic  | Motherwell | Aberdeen            | Kris Commons, 27 (Celtic)                                           | Kris Commons (Celtic)                    | Kris Commons (Celtic)                    | Không trao                               |
| 2014–15 | Celtic  | Aberdeen   | Inverness CT        | Adam Rooney, 20 (Aberdeen)                                          | Stefan Johansen (Celtic)                 | Craig Gordon (Celtic)                    | Không trao                               |
| 2015–16 | Celtic  | Aberdeen   | Heart of Midlothian | Leigh Griffiths, 31 (Celtic)                                        | Leigh Griffiths (Celtic)                 | Leigh Griffiths (Celtic)                 | Leigh Griffiths (Celtic)                 |
| 2016–17 | Celtic  | Aberdeen   | Rangers             | Liam Boyce, 23 (Ross County)                                        | Scott Sinclair (Celtic)                  | Scott Sinclair (Celtic)                  | Scott Brown (Celtic)                     |
| 2017–18 | Celtic  | Aberdeen   | Rangers             | Kris Boyd, 18 (Kilmarnock)                                          | Scott Brown (Celtic)                     | Scott Brown (Celtic)                     | Scott Brown (Celtic)                     |
| 2018–19 | Celtic  | Rangers    | Kilmarnock          | Alfredo Morelos, 18 (Rangers)                                       | James Forrest (Celtic)                   | James Forrest (Celtic)                   | James Forrest (Celtic)                   |
| 2019–20 | Celtic  | Rangers    | Motherwell          | Odsonne Édouard, 22 (Celtic)                                        | Không trao                               | Odsonne Édouard (Celtic)                 | Không trao                               |
| 2020–21 | Rangers | Celtic     | Hibernian           | Odsonne Édouard, 18 (Celtic)                                        | James Tavernier (Rangers)                | Steven Davis (Rangers)                   | Allan McGregor (Rangers)                 |
| 2021–22 | Celtic  | Rangers    | Heart of Midlothian | Regan Charles-Cook 13 (Ross County) Giorgos Giakoumakis 13 (Celtic) | Callum McGregor (Celtic)                 | Craig Gordon (Heart of Midlothian)       | Craig Gordon (Heart of Midlothian)       |
| 2022–23 | Celtic  | Rangers    | Aberdeen            | Kyogo Furuhashi 27 (Celtic)                                         | Kyogo Furuhashi (Celtic)                 | Kyogo Furuhashi (Celtic)                 | Kyogo Furuhashi (Celtic)                 |
| 2023-24 | Celtic  | Rangers    | Heart of Midlothian | Lawrence Shankland 24 (Heart of Midlothian)                         | Lawrence Shankland (Heart of Midlothian) | Lawrence Shankland (Heart of Midlothian) | Lawrence Shankland (Heart of Midlothian) |
| 2024–25 | Celtic  | Rangers    | Hibernian           | Cyriel Dessers 18 (Rangers)                                         | Daizen Maeda (Celtic)                    | Daizen Maeda (Celtic)                    | Daizen Maeda (Celtic)                    |

Tính đến năm 2024, chức vô địch giải đấu hàng đầu của Scotland đã 55 lần thuộc về Rangers, 54 lần bởi Celtic. Chín câu lạc bộ khác đã giành được 19 chức vô địch còn lại, trong đó có ba câu lạc bộ đứng ở vị trí thứ ba với 4 chức vô địch. Lần cuối cùng chức vô địch được giành bởi một câu lạc bộ không phải Rangers hoặc Celtic là ở mùa giải 1984–85, bởi Aberdeen.